# Alex Law
Alex Law Kai-Yui (羅啟銳; 19 d'agost de 1952 - 2 de juliol de 2022) va ser un director de Cinema de Hong Kong, guionista, i productor.
Law es va educar a ls Diocesan Boys' School, Hong Kong, llicenciat el 1971. Law va col·laborar amb Mabel Cheung en moltes de les seves pel·lícules més famoses, incloses la "Trilogia de la migració": Illegal Immigrant (1985), An Autumn's Tale (1987) i Eight Taels of Gold (1989). Va escriure el guió de The Soong Sisters de Cheung (1997).

## Premis i nominacions
| Any  | Pel·lícula                   | Premis i Nominacions          | Esceveniment                       |
| ---- | ---------------------------- | ----------------------------- | ---------------------------------- |
| 2010 | Echoes of the Rainbow (2009) | Guanya: Millor guió           | 29ns Premis de Cinema de Hong Kong |
| 2010 | Echoes of the Rainbow (2009) | Guanya: Millor cançó original | 29ns Premis de Cinema de Hong Kong |
| 1988 | An Autumn's Tale (1987)      | Guanya: Millor guió           | 7ns Premis de Cinema de Hong Kong  |
| 1988 | Painted Faces (1988)         | Guanyador: Millor director    | 25ns Premis de Cinema Cavall d'Or  |